# Памбакский тоннель

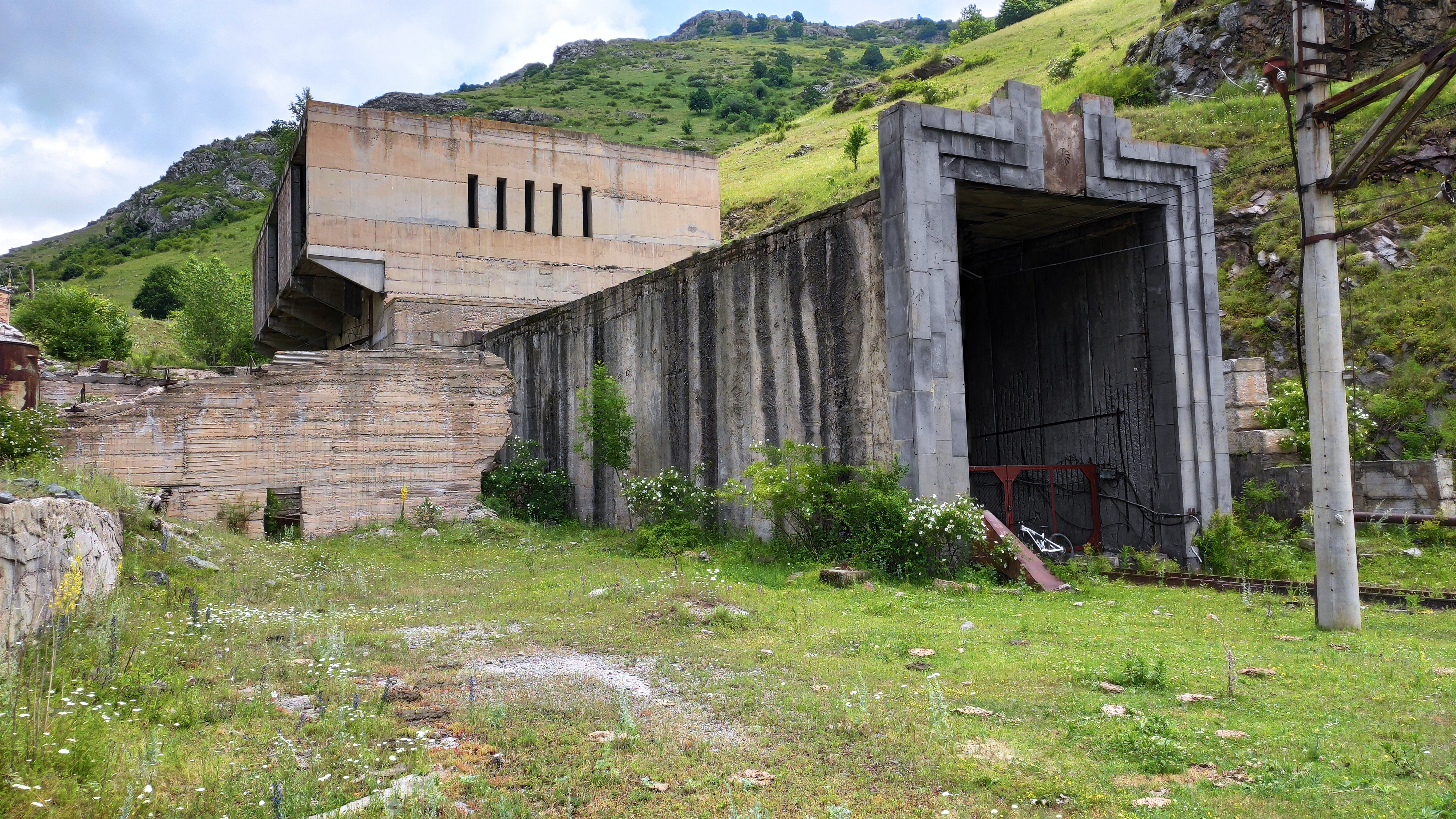
Тоннель со стороны Меградзора, 2025 год

Памбакский тоннель (арм. Փամբակի թունել; также известен как Меградзорский или Иджеванский) — железнодорожный тоннель в Армении на участке Армянской железной дороги Дилижан — Раздан. Своё название тоннель получил по имени Памбакского горного хребта, который он пронзает насквозь. Тоннель располагается на высоте около 1800 м. По протяжённости (8311 метров) тоннель является самым длинным железнодорожным тоннелем на Кавказе, и третьим по длине (после Камчикского тоннеля в Узбекистане протяжённостью 19200 метров и Северо-Муйского тоннеля в России протяжённостью 15 343 метра) в странах СНГ. Северный портал располагается около села Фиолетово, а южный — около села Меградзор.

## История
Строительство Памбакского тоннеля было начато в 1976 году. Первый поезд через тоннель прошёл 11 января 1986 года, в том же году железная дорога в тоннеле была электрифицирована. Пуск в эксплуатацию железнодорожного участка Иджеван — Раздан длиной 75 км значительно сокращал путь из Еревана в другие закавказские республики. Однако армяно-азербайджанский конфликт вокруг Карабаха привел к блокаде со стороны Азербайджана всех транспортных коридоров через общую границу. Окончательно регулярное движение поездов через тоннель прекратилось в декабре 1988 года, из-за опасения последствий землетрясения.

## Современное состояние
Ограниченное грузовое движение через тоннель и до Дилижана осуществляется и в настоящее время (по положению на конец 2021 года). Оператор железных дорог Армении — компания «Южно-кавказская железная дорога» вкладывает средства в поддержание инфраструктуры тоннеля в рабочем состоянии, однако сооружение нуждается в работах по завершению строительства. В частности, в 1980-е годы не была завершена система вентиляции через техническую штольню, не завершены работы по отделке сводов тоннеля, монтажу противопожарной и иных вспомогательных систем.